# NGC 3325
NGC 3325 é uma galáxia elíptica (E) localizada na direcção da constelação de Sextans. Possui uma declinação de -00° 11' 59" e uma ascensão recta de 10 horas, 39 minutos e 20,4 segundos.
A galáxia NGC 3325 foi descoberta em 19 de Março de 1880 por Édouard Jean-Marie Stephan.